# Saint-Alban-d’Ay
Saint-Alban-d’Ay ist eine französische Gemeinde mit 1.396 Einwohnern (Stand: 1. Januar 2022) im Département Ardèche in der Region Auvergne-Rhône-Alpes. Saint-Alban-d’Ay gehört zum Arrondissement Tournon-sur-Rhône und zum Kanton Haut-Vivarais. Die Bewohner werden Saintalbanais(es) genannt.

## Geografie
Saint-Alban-d’Ay liegt etwa sieben Kilometer südwestlich von Annonay. Obwohl Teil des Ortsnamens, liegt die Gemeinde nicht am Fluss Ay; lediglich zwei im Westen der Gemeinde entspringende Bäche fließen nach Süden zum Ay ab. Umgeben wird Saint-Alban-d’Ay von den Nachbargemeinden Roiffieux im Norden, Quintenas im Osten, Saint-Romain-d’Ay im Südosten, Satillieu im Süden und Südwesten sowie Vocance im Westen.

## Bevölkerungsentwicklung
| Jahr                       | 1962 | 1968 | 1975 | 1982 | 1990 | 1999 | 2006 | 2019 |
| Einwohner                  | 769  | 738  | 782  | 889  | 1005 | 1118 | 1248 | 1419 |
| Quellen: Cassini und INSEE |      |      |      |      |      |      |      |      |

## Sehenswürdigkeiten
- Kirche Saint-Alban
- Friedhof von Saint-Alban
- Schloss Les Rieux, ursprünglich als Burganlage um 1280 erbaut
- Schloss Pierregrosse
- Schloss La Faurie, 1611 erbaut
- Schloss Le Plantier aus dem 15. Jahrhundert

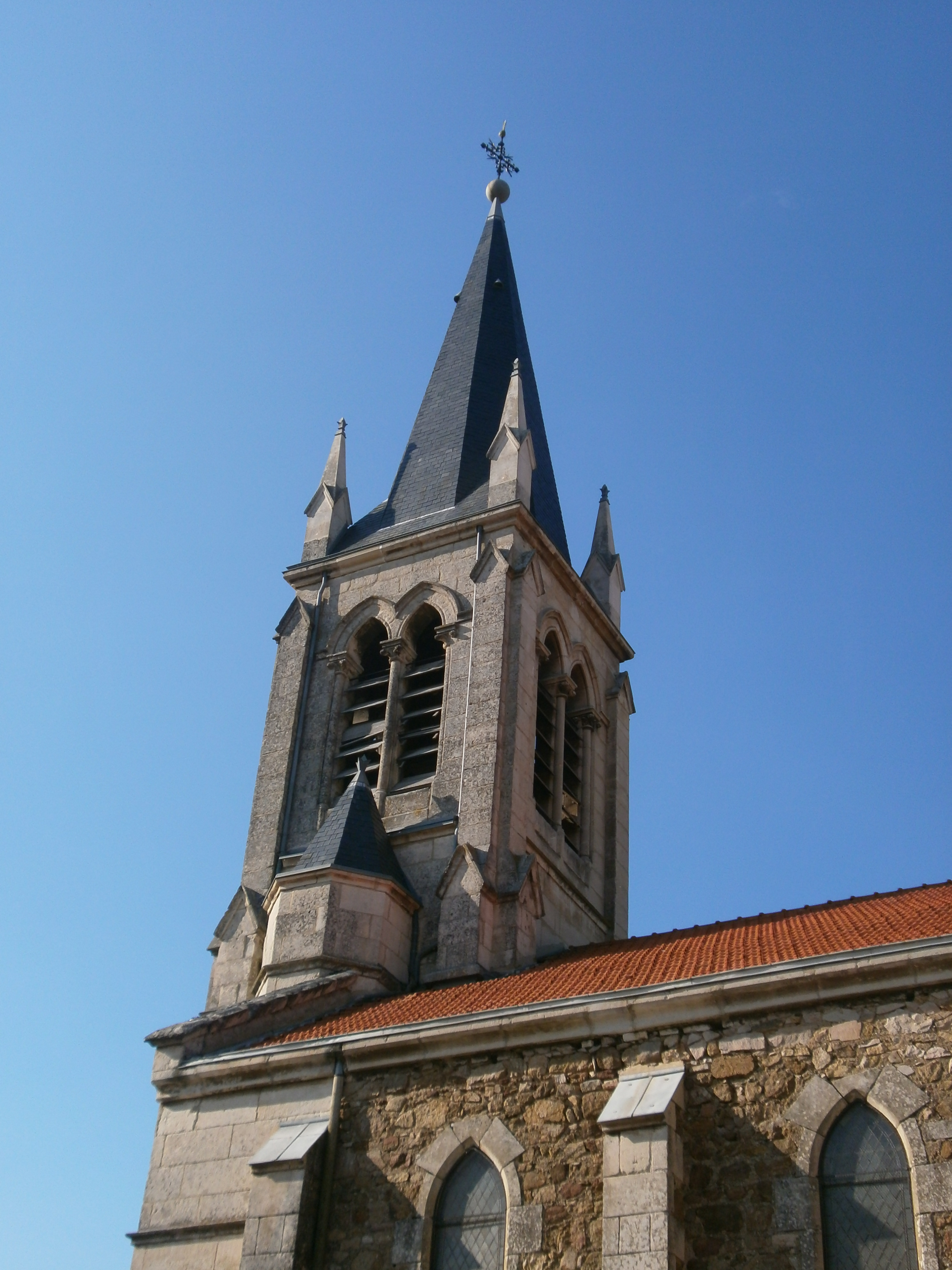
Kirche Saint-Alban
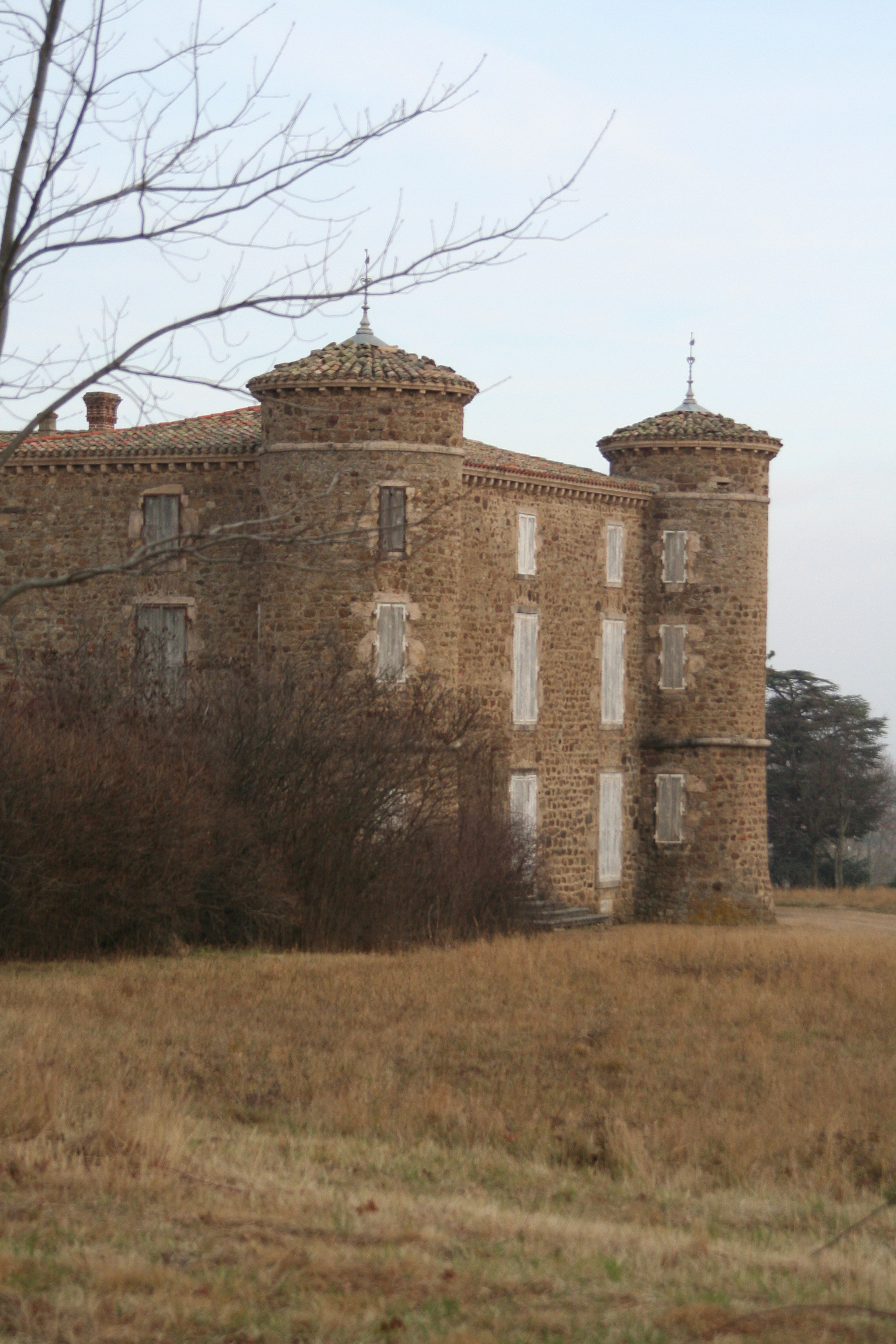
Schloss Les Rieux